# Hasło Korn
Hasło Korn – polski czarno-biały film fabularny o tematyce szpiegowskiej z 1968 roku w reż. Waldemara Podgórskiego.

## Fabuła
Zamordowany zostaje Wojtek Janik, oficer kontrwywiadu skierowany do pracy w elektrowni „Kamieniec”. Jego szef i koledzy przypuszczają, że przyczyną śmierci było zyskanie przez niego wiedzy o działającej tam siatce szpiegowskiej „Korn”. Na jego miejsce zostaje wyznaczony powracający po rekonwalescencji kpt. Nawrot. Potwierdza on działalność w okolicy elektrowni siatki agentów zachodnioniemieckiego wywiadu, do której m.in. należy jeden z inżynierów i zakładowy felczer. Prowadzone zespołowo działania doprowadzają do pogłębienia wiedzy o grupie szpiegowskiej i aresztowania kolejnego jej członka. Odkryty zostaje również jej szef, który jednak wymyka się z pułapki, próbując uciec pociągiem do Berlina. Jego tropem podąża kapitan Nawrot...   

## Obsada
- Józef Nowak – pułkownik Marczak
- Mieczysław Czechowicz – kapitan Zawadzki
- Jan Nowicki – kapitan Nawrot
- Teresa Lipowska – por. Krystyna Kacperska
- Janusz Guttner – por. Wojciech Janik
- Jerzy Kaczmarek – por. Siwecki
- Janusz Zakrzeński – Janek, oficer kontrwywiadu
- Bogdan Baer – zegarmistrz Ludwik Będziński
- Mieczysław Stoor – felczer w elektrowni
- Bogusz Bilewski – inżynier Witold Bracki
- Jolanta Lothe – Wanda, narzeczona Brackiego
- Jadwiga Kuryluk – gospodyni Janika [w czołówce błędnie jako M. Kuryluk]
- Bogumił Kobiela – kierownik ekipy elektryków [niewymieniony w czołówce]
- Bernard Michalski – Jan Bernard Olecki, agent siatki
- Alfred Freudenheim – agent siatki, zabójca Janika
- Andrzej Krasicki – oficer kontrwywiadu
- Jan Burek – oficer kontrwywiadu
- Teodor Gendera – oficer kontrwywiadu
- Kazimierz Wichniarz – pracownik kontrwywiadu
- Wojciech Rajewski – pracownik kontrwywiadu, twórca sygnalizacyjnego "długopisu"
- Jan Englert – kamerzysta, pracownik kontrwywiadu [niewymieniony w czołówce]
- Bolesław Płotnicki – zegarmistrz Henryk Hilman
- Bogdan Łysakowski – członek ekipy elektryków
- Ludwik Pak – kier. personalny w elektrowni
- Jerzy Januszewicz – masażysta na Torwarze
- Beata Tyszkiewicz – jako ona sama

## O filmie
Pierwszy w kinematografii PRL obraz ukazujący od kulis pracę kontrwywiadu w zwalczaniu obcej siatki szpiegowskiej na propagandowym tle wrogiej Polsce działalności zachodnioniemieckiej. Pobocznym atutem filmu jest muzyka W. Kazaneckiego z powtarzającym się głównym (tytułowym) motywem wzbogaconym wokalizą Wandy Warskiej.